# Hohokamkulturen

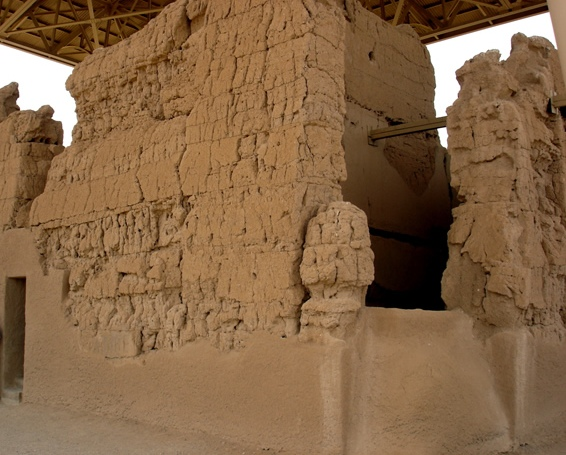
Det stora huset vid Casa Grande Ruins nationalmonument.

Hohokamkulturen var en förkolumbiansk kultur i sydvästra USA. Som en arkeologisk term för nämnda kultur introducerades termen av Harold S. Gladwin som började sin forskning om kulturens lämningar 1927. Hohokam var en kultur med utbredning i vad som nu är en del av Arizona och Sonora, Mexiko. Den existerade mellan 300 och 1500 e.Kr., med nära kulturella föregångare möjligen så tidigt som 300 f.Kr. Arkeologerna är oense om huruvida de samhällen som var bärare av kulturen var besläktade eller politiskt enade. Enligt lokal muntlig tradition kan Hohokam-samhällen vara förfäder till de historiska Akimel och Tohono O'odham i södra Arizona. Enligt National Park Service är ordet Hohokam lånat från O'odham-språket. Termen används av arkeologer för att identifiera grupper av människor som levde i Sonoraöknen. Andra arkeologer identifierade befolkningen i det forntida Arizona som en del av den oasisamerikanska traditionen och kallar istället Hohokam för oasamerikaner. Ändå är Hohokam en av de fyra stora kulturerna i sydvästra USA och norra Mexiko, enligt den amerikanska Southwestern archaeology. Kulturen existerade från cirka 300 till 1500 e.Kr. i centrala och södra Arizona, med tonvikt på sammanflödet av Gilafloden och Saltfloderna runt dagens Phoenix i Arizona. De mest kända lämningarna av Hohokams bosättningar är Casa Grande Ruins nationalmonument och Snaketown, som kallas Hohokam Pima nationalmonument, en förhistorisk bosättning som nu ligger i Gila River-reservatet och inte är öppen för allmänheten. Andra fynd är kända från Chacokulturens nationalhistoriska park och White Tank Mountains. Hohokamkulturen var majsodlare som även utnyttjade konstbevattning i det torra ökenklimatet.

## Namn
Kulturens namn har flera officiella stavningar, inklusive Hobokam, Huhugam och Huhukam. Stavningarna anses ofta vara utbytbara, men de har olika betydelser. När arkeologen Harold S. Gladwin definierade Hohokam-kulturen använde han den existerande O'odham-termen för kulturen, huhu-kam, i dess vanliga felaktiga översättning som alla förbrukade, eller de som är borta för att klassificera de kvarlevor som han grävde ut i lägre Gila-dalen. På 1970-talet översatte arkeologen Hardy O'odhams ord huhugam till "det som har gått förlorat". Huhugam syftar dock på tidigare mänskligt liv och inte på föremål som ruiner. Därför bör den arkeologiska termen Hohokam inte förväxlas med huhugam, vördnaden för förfäder och ättlingar. Namnet hohokam kommer inte från hohokami själva. Namnet kommer från de senare invånarna i området, som tillfrågades av spanjorer som reste i området på 1500-talet om ursprunget till hohokamiruinerna. Som svar på frågan om vem som byggde dem fick de svaret hohokam, det vill säga "de som har gått". Möjligen är ordet tohono o'odham.

## Ursprung
Kulturens ursprung är omdiskuterat. De flesta arkeologer hävdar antingen att den uppstod lokalt eller i Mesoamerika. Kulturen influerades senare av den norrut härskande pueblokulturen. Hohokams större bosättningar låg längs handelsstråk österut mot Great Plains och västerut till Stillahavskusten. Stråken som sträckte genom Hohokams område blev orsaken till att samhällena fick en anmärkningsvärd stor invandring. I vissa samhällen, till exempel i Snaketown etablerades betydande marknader. Trots kulturellt utbyte på handelscentra betonades självförsörjning och lokala resurser i kulturen. Sonoraöknens hårda villkor kan ha utövat ett stort inflytande på utvecklingen i samhället.
I dag i Phoenix är Hohokam mest kända för sina storskaliga bevattningsnätverk. Deras kanalnät med utbredning i storstadsområdet i Phoenix var det mest komplexa bevattningsnätverket på västra halvklotet före kontakten med européerna. En del av de gamla kanalerna har renoverats för Salt River-projektet och hjälper än idag till med att förse Phoenix med vatten. De ursprungliga kanalerna var diken i grus och krävde regelbundet underhåll. De är fodrade med betong. När kulturen Hohokam försvann förföll bevattningskanalerna. Europeisk-amerikanska nybyggare fyllde senare igen en del kanaler, medan andra renoverades av mormonpionjärerna som bosatte sig i Lehi-området i Mesa nära Red Mountain.

## Översikt

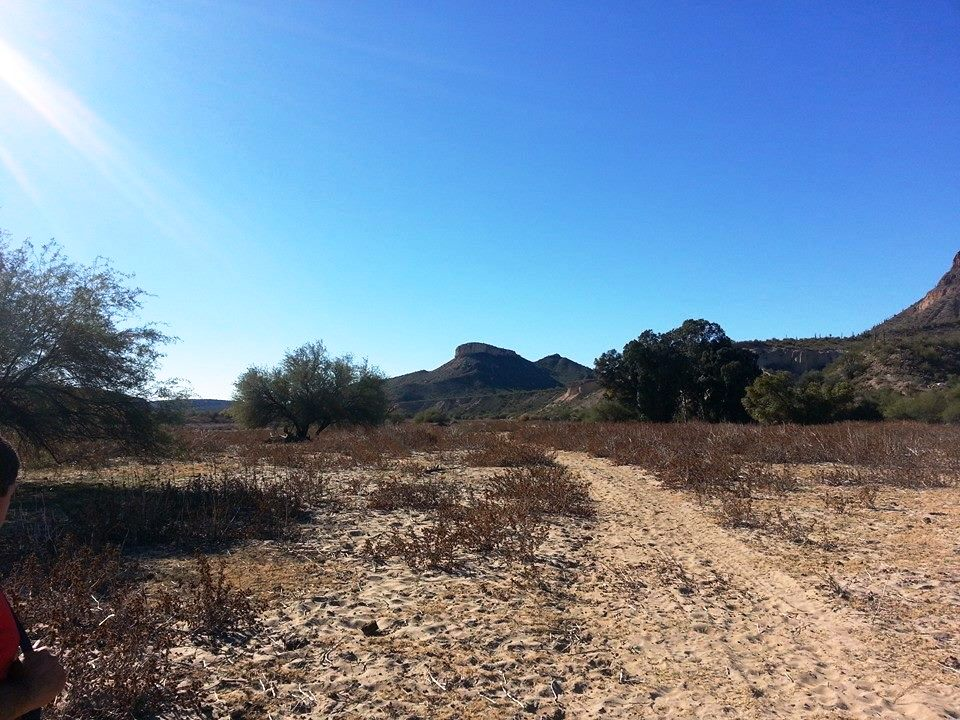
Stigen leder till en Indian Mesa (i the bakgrunden): Stigen är lokaliserad vid en kanal som Hoholam byggde omkring 700 e.Kr. Kanalen är nu fylld med jord.

Hohokam ockuperade de ökenliknande områdena i Arizona och Sonora. Hohokam-territoriet avgränsas av två stora floder, Salt River (Arizona) och Gilafloden, som utgör hjärtat av Sonoraöknen. Det omgivande ekosystemet innebar många utmaningar för jordbruket och människors försörjning på grund av de höga temperaturerna och den ringa nederbörden. På grund av dessa faktorer var Hohokam tvungna att bygga bevattningssystem med utarbetade nät av reservoarer och kanaler med floderna Salt och Gila som källa. Kanalerna kunde nå flera meter i djup och vara upp till 10 km i längd. Tack vare dessa kanaler skördade Hohokam två skördar majs årligen.
De viktigaste bosättningarna i Hohokam-kulturen var Snaketown, Casa Grande, Red Mountain och Pueblo de los Muertos, som alla är belägna i dagens Arizona. Hohokam levde i små samhällen med ibland flera hundra invånare. Deras livsstil var mycket lik den som deras förfäderna hade i sin tredje fas av korgmakarkultur. Bostäderna var halvt underjordisk men med rymliga interiörer. Flera artefakter är unika för Hohokam. Snäckhalsband importerade från kustregionerna i California och Sonora. Halsbanden etsades med syror som produceras genom pitaya-jäsning.

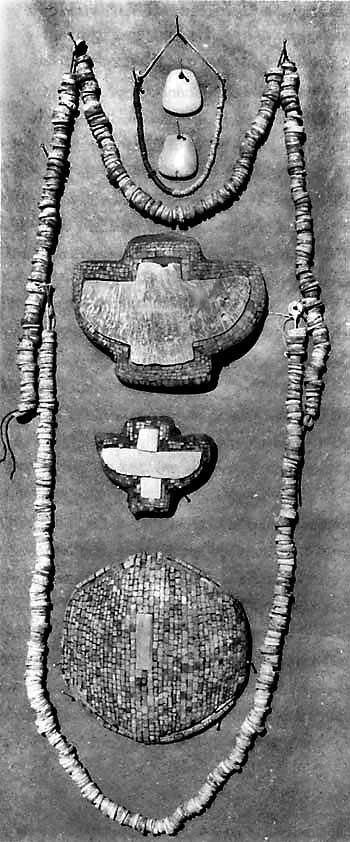
Hohokam, turkost mosaiksmycke.

Arkeologer diskuterar Hohokamkulturens ursprung och etniska identitet. Vissa menar att kulturen utvecklades endogent utan påverkan utifrån. De pekar på Snaketown som hade sitt ursprung på 300-talet f.Kr. Andra arkeologer tror att kulturen är en produkt av migrationen från Mesoamerika. Till försvar för denna tankegång pekar förespråkarna på det faktum att Hohokam-keramik dök upp 300 f.Kr. vid tiden för Snaketowns grundande. Före denna tid det inte några tecken på en oberoende regional utveckling av keramik. Enligt samma resonemang verkar flera andra tekniska framsteg som kanalarbetena och vissa kulturella fenomen som kremering ha sitt ursprung i västra Mesoamerika.

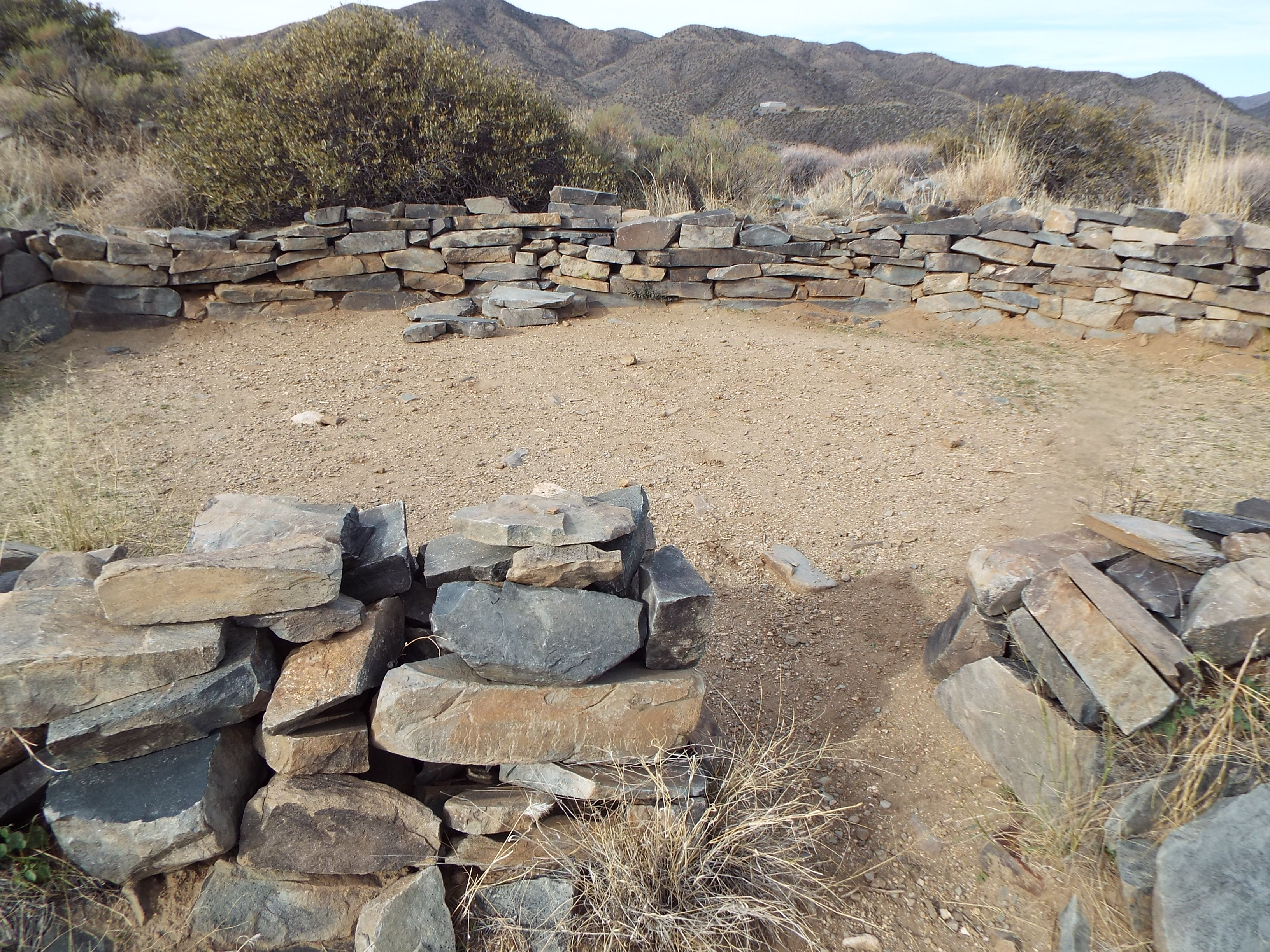
Sears-Kay Ruin Mysterie-rum från cirka 1050 e.Kr. Rummet har rundade hörn.

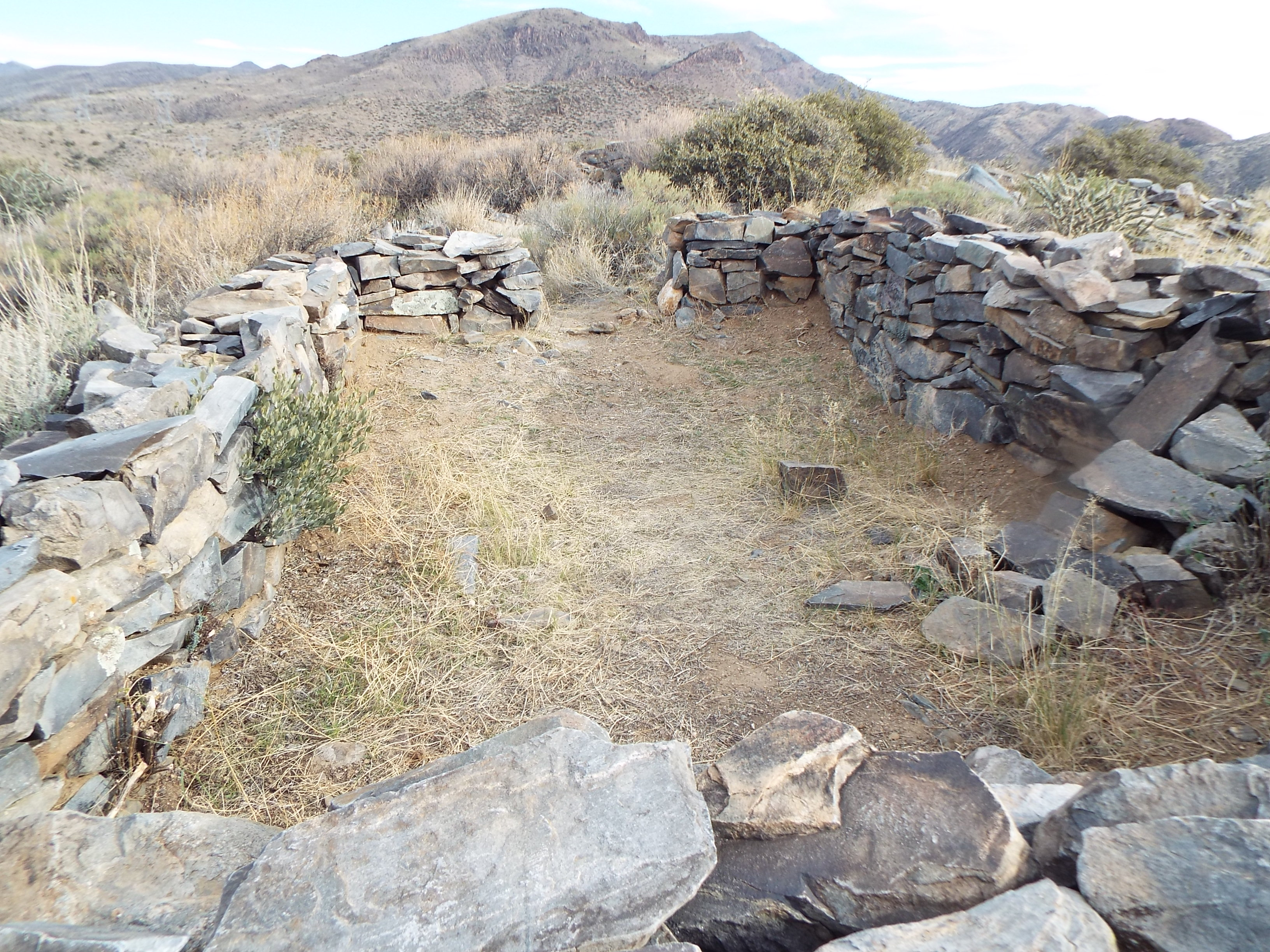
Sears-Kay Ruin Fort rum med räta vinklar i hörnen cirka 1050 e.Kr.

Utvecklingen av Hohokam-kulturen är indelad i fyra perioder: pionjärtiden (300 f.Kr.–550 e.Kr.), koloniseringstiden (550–900), bofast (900–1100) och den klassiska tiden (1100–1450). Pionjärtiden inleddes med byggandet av kanalerna. Under koloniseringstiden stärktes banden med Mesoamerika. Ett bevis på detta är tillvaratagandet av hökklockor av koppar, pyritspeglar och byggandet av bollplaner. Relationerna med Mesoamerika och förekomsten av sådana handelsvaror tyder på att Hohokam redan under koloniseringstiden hade organiserats i hövdingadömen. Relationerna med Mesoamerika minskade under den följande perioden, och Hohokam började bygga flervåningshus liknande Peublos som i Casa Grande.
När européerna anlände till Arizona- och Sonoraöknen, en region som de kallade Pimería Alta, hade Hohokams större bosättningar redan blivit övergivna. Förmodligen drabbades dessa samhällen hårt av de smittosamma sjukdomar som spreds med den europeiska kolonisationen eller av ekologiska katastrofer som drabbade det inhemska sociala systemet.
Från 1100-talet började kulturen förändras. En del av de städer de bebodde övergavs, men en del blomstrade under ännu en tid. Tillverkningen av många olika föremål minskade och bruket att kremera de döda upphörde. Med tiden ersattes de gemensamma bollplanerna av ceremoniella högar, på vilka bostadshus ibland byggdes, omgivna av murar. De kulturella förändringar kan bero på att Hohokamkulturen kan ha erövrats av ett främmande folk.
Under 1300-talet inträffade stora översvämningar av Saltfloden. Detta kan ha orsakat stora skador på hohokamis bevattningssystem. Utöver dem kan Hohokami-samhället ha lidit av inre oroligheter. Byarna i Hohokami har övergivits på 1450-talet. Troligen ledde olika faktorer till att byar som byggts av hohokam övergavs. Klimatförändringarna kan ha gjort det omöjligt att försörja städerna med skördarna från jordbruket. Ankomsten från norr av andra indianfolk, som apacherna och navajofolket, kan också ha spelat en roll.
Senare, baserat på ruinerna, uppstod uppfattningen att befolkningen var helt utdöd. Länge var det den förhärskande uppfattningen att alla folk i regionen sedan dess hade ett annat ursprung. Men senare uppfattning är att varken Hohokami eller andra tidiga kulturer i regionen faktiskt är utdöda. Hohokam tros åtminstone delvis representera förfäderna till Tohono O'odhams, Akimel O'odhams och Pimas. Tohono O'odham bor kvar i denna region. De talar ett uto-aztekiskt språk. Deras samhälle hade en ekonomi baserad på samlande och begynnande jordbruk på bergssluttningarna. De var ett halvnomadiskt folk, förmodligen för att de var tvungna att flytta omkring för att kompensera för bristen på matresurser vid foten av bergen där de hade sina permanenta bosättningar.